# Nanclars
Nanclars (prononcer [nɑ̃klaʁ]) est une commune du Sud-Ouest de la France, située dans le département de la Charente (région Nouvelle-Aquitaine).
Ses habitants se nomment les Nanclardois et les Nanclardoises.

## Géographie

### Localisation et accès
Nanclars fait partie de la Boixe, à 26 km au nord d'Angoulême et 8 km au nord-est de Saint-Amant-de-Boixe, le chef-lieu de son canton.
Nanclars est aussi à 5 km au sud-est de Mansle, 5 km à l'ouest de Saint-Angeau, 17 km au nord-ouest de La Rochefoucauld, 21 km au sud de Ruffec.
Même si elle ne passe pas dans la commune, la N 10 entre Angoulême et Poitiers est très proche et passe à 2,5 km à l'ouest du bourg. La D 40, route de Mansle à La Rochefoucauld par Coulgens, appelée aussi route de la Duchesse, traverse le sud-ouest de la commune. Le bourg est desservi par la D 115 et la D 362. La D 6, route de Mansle à La Rochefoucauld et Montbron, passe au nord de la commune.
La gare la plus proche est celle de Luxé à 10 km, desservie par des TER à destination d'Angoulême, Poitiers et Bordeaux.

### Hameaux et lieux-dits
Hormis quelques fermes isolées, la commune ne possède pas de hameau et tout l'habitat est groupé au bourg.

### Communes limitrophes
|                | Puyréaux       |                  |
| Maine-de-Boixe | Nanclars       | Saint-Ciers      |
|                | Aussac-Vadalle | Val-de-Bonnieure |

### Géologie et relief
Le sol de la commune est constitué de calcaire datant du Jurassique supérieur (Oxfordien, et Kimméridgien au sud). Il fait partie du plateau de la Boixe et de la Braconne, de nature karstique,,.
Le point culminant de la commune est à une altitude de 118 m, situé sur la limite ouest. Le point le plus bas est à 65 m, situé sur la limite nord-est à Ravelot. Le bourg, construit dans un léger creux, est à 105 m d'altitude.

### Hydrographie

#### Réseau hydrographique

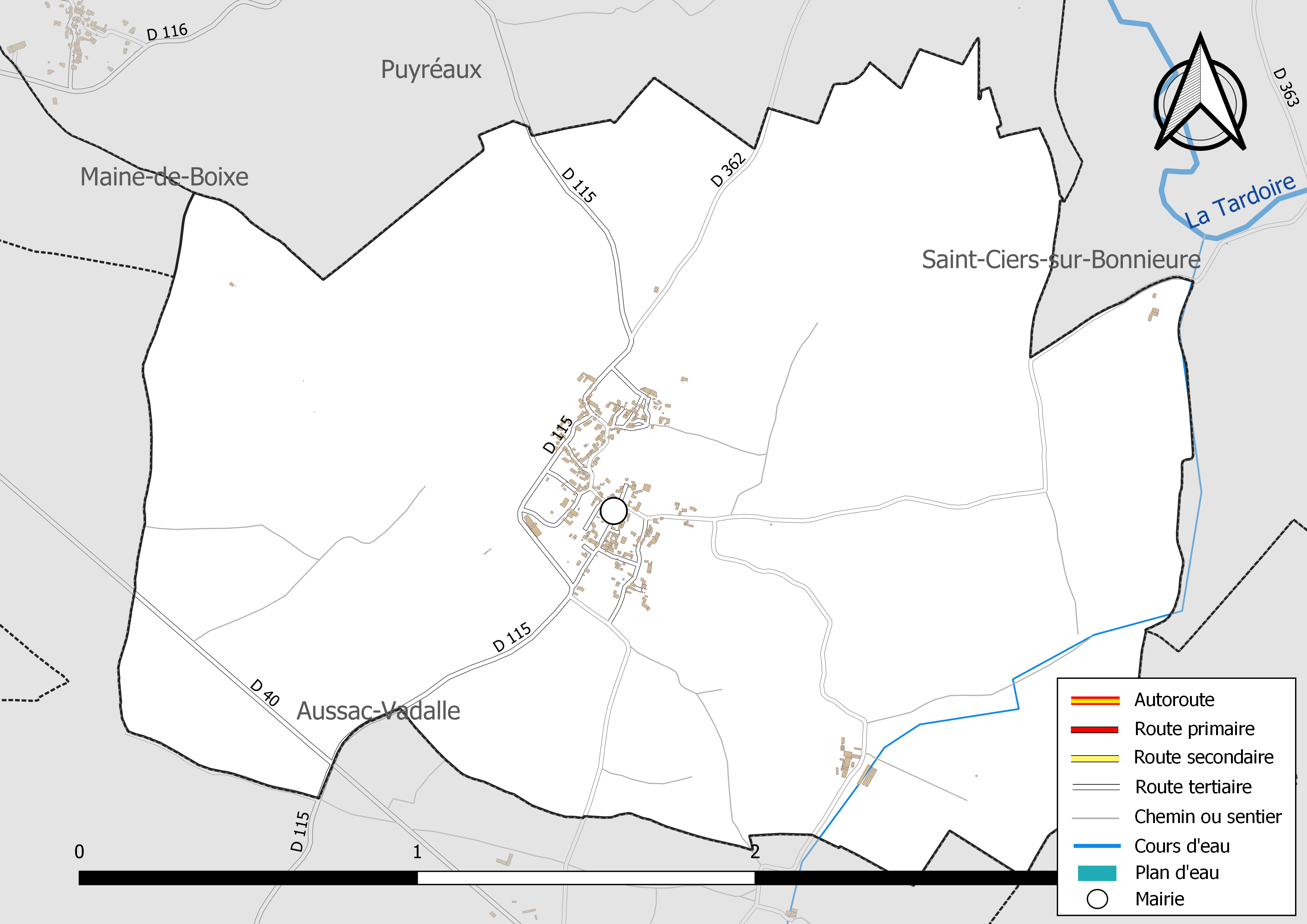
Réseaux hydrographique et routier de Nanclars.

La commune est située dans le bassin versant de la Charente au sein du Bassin Adour-Garonne. Elle est drainée par des petits cours d'eau, qui constituent un réseau hydrographique de 2 km de longueur totale,.
En raison de la nature karstique du sol, aucun cours d'eau ne traverse la commune.
Un ruisseau intermittent descendant d'Aussac-Vadalle (Ravaud) coule à Villession, mais il s'infiltre totalement avant de rejoindre la Tardoire, qui passe au nord de la commune.
Le bourg compte cependant quelques fontaines.

#### Gestion des eaux
Le territoire communal est couvert par le schéma d'aménagement et de gestion des eaux (SAGE) « Charente ». Ce document de planification, dont le territoire correspond au bassin de la Charente, d'une superficie de 9 300 km2, a été approuvé le 19 novembre 2019. La structure porteuse de l'élaboration et de la mise en œuvre est l'établissement public territorial de bassin Charente. Il définit sur son territoire les objectifs généraux d’utilisation, de mise en valeur et de protection quantitative et qualitative des ressources en eau superficielle et souterraine, en respect des objectifs de qualité définis dans le troisième SDAGE  du Bassin Adour-Garonne qui couvre la période 2022-2027, approuvé le 10 mars 2022.

### Climat
Comme dans les trois quarts sud et ouest du département, le climat est océanique aquitain.

## Urbanisme

### Typologie
Au 1er janvier 2024, Nanclars est catégorisée commune rurale à habitat dispersé, selon la nouvelle grille communale de densité à 7 niveaux définie par l'Insee en 2022.
Elle est située hors unité urbaine. Par ailleurs la commune fait partie de l'aire d'attraction d'Angoulême, dont elle est une commune de la couronne,. Cette aire, qui regroupe 94 communes, est catégorisée dans les aires de 50 000 à moins de 200 000 habitants,.

### Occupation des sols
L'occupation des sols de la commune, telle qu'elle ressort de la base de données européenne d’occupation biophysique des sols Corine Land Cover (CLC), est marquée par l'importance des territoires agricoles (79,8 % en 2018), une proportion identique à celle de 1990 (79,8 %). La répartition détaillée en 2018 est la suivante : 
terres arables (58,9 %), zones agricoles hétérogènes (20,8 %), forêts (12,7 %), zones urbanisées (7,5 %). L'évolution de l’occupation des sols de la commune et de ses infrastructures peut être observée sur les différentes représentations cartographiques du territoire : la carte de Cassini (XVIIIe siècle), la carte d'état-major (1820-1866) et les cartes ou photos aériennes de l'IGN pour la période actuelle (1950 à aujourd'hui).

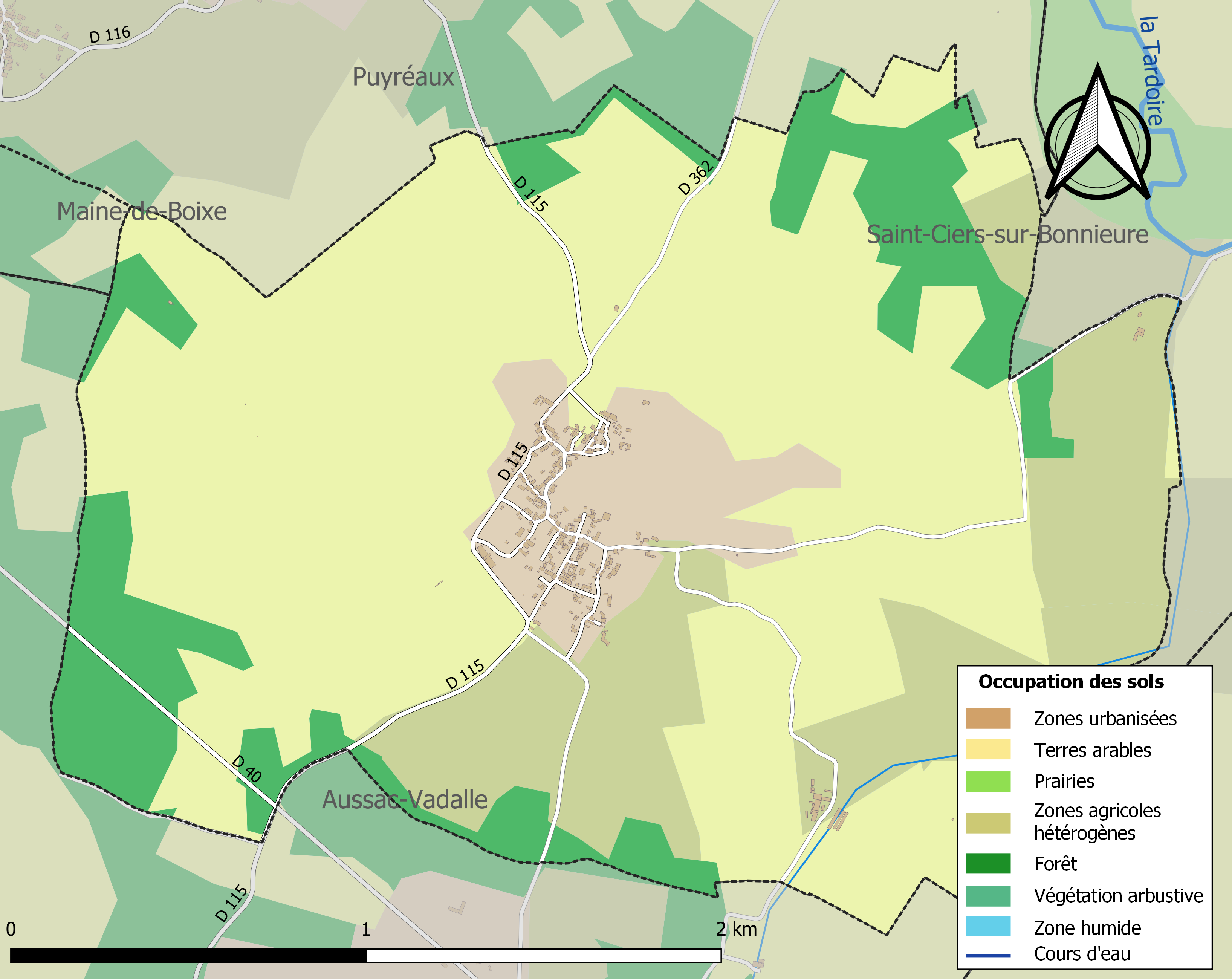
Carte des infrastructures et de l'occupation des sols de la commune en 2018 (CLC).

### Risques majeurs
Le territoire de la commune de Nanclars est vulnérable à différents aléas naturels : météorologiques (tempête, orage, neige, grand froid, canicule ou sécheresse) et séisme (sismicité modérée). Un site publié par le BRGM permet d'évaluer simplement et rapidement les risques d'un bien localisé soit par son adresse soit par le numéro de sa parcelle.

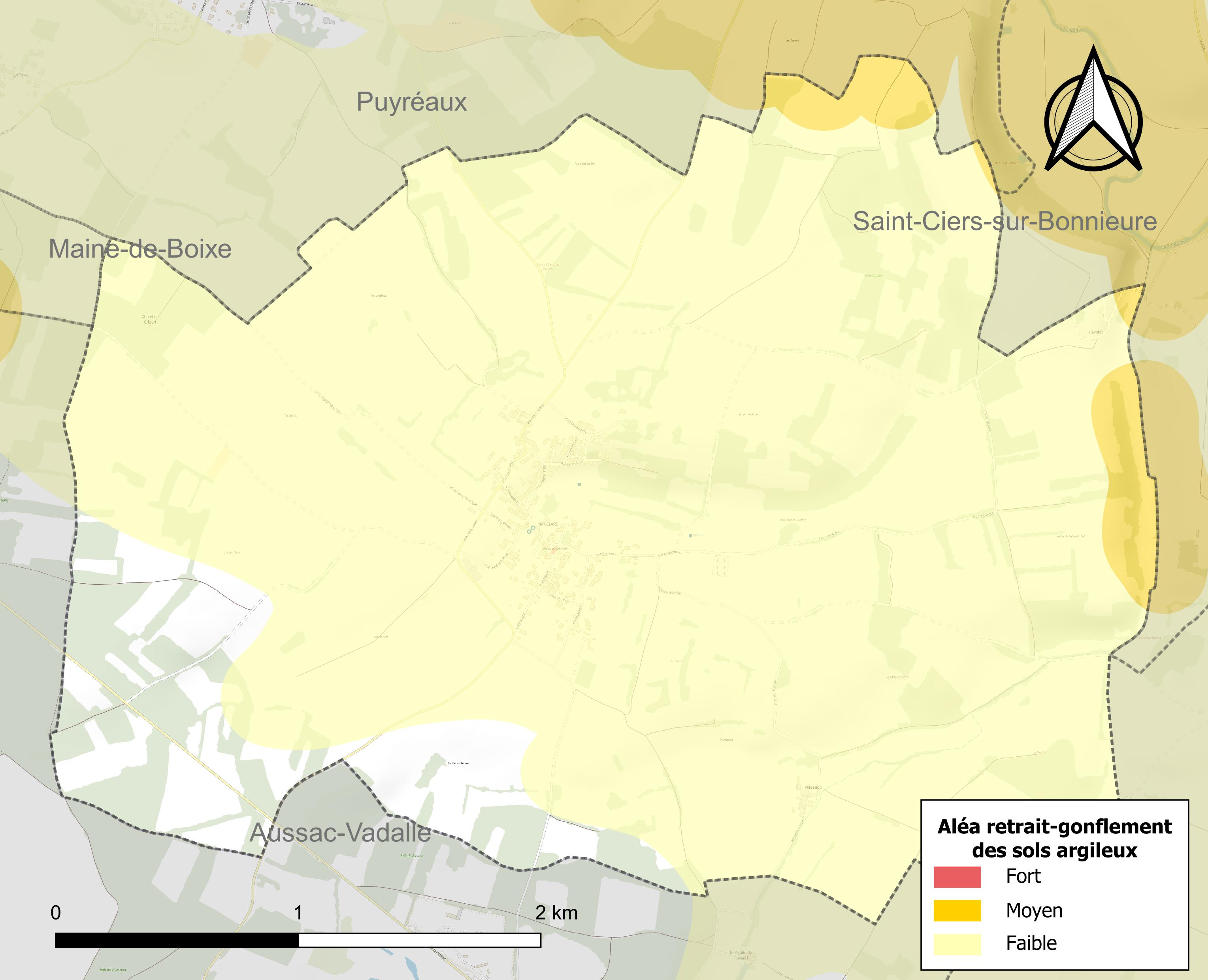
Carte des zones d'aléa retrait-gonflement des sols argileux de Nanclars.

Le retrait-gonflement des sols argileux est susceptible d'engendrer des dommages importants aux bâtiments en cas d’alternance de périodes de sécheresse et de pluie. 2,9 % de la superficie communale est en aléa moyen ou fort (67,4 % au niveau départemental et 48,5 % au niveau national). Sur les 134 bâtiments dénombrés sur la commune en 2019, aucun n'est en aléa moyen ou fort, à comparer aux 81 % au niveau départemental et 54 % au niveau national. Une cartographie de l'exposition du territoire national au retrait gonflement des sols argileux est disponible sur le site du BRGM,.
Par ailleurs, afin de mieux appréhender le risque d’affaissement de terrain, l'inventaire national des cavités souterraines permet de localiser celles situées sur la commune.
La commune a été reconnue en état de catastrophe naturelle au titre des dommages causés par les inondations et coulées de boue survenues en 1982, 1983, 1999 et 2018. Concernant les mouvements de terrains, la commune a été reconnue en état de catastrophe naturelle au titre des dommages causés par des mouvements de terrain en 1999.

## Toponymie
Les formes anciennes sont Nanclars en 1197, Nanclaribus au XIIIe siècle, Nanclaro en 1153, apud Naclarensem villam, villam Nanclarsiam.
L'origine du nom de Nanclars remonterait au mot gaulois nantos qui signifie « vallon », suivi du latin clarus qui signifie « clair ». Il peut donc désigner une eau claire même s'il n'y a pas de ruisseau du fait de la présence de trois fontaines abondantes.

### Limite linguistique
Selon Tourtoulon et Terracher, la commune se trouvait encore au XIXe siècle dans la partie occitane de la Charente qui en occupe aujourd'hui le tiers oriental, et son dialecte était marchois.

## Histoire
Le tumulus des Terrières atteste d'une occupation très ancienne.
Au VIIIe siècle, un prieuré a été fondé par l'abbaye de Saint-Cybard dont l'église Saint-Michel aurait été l'église prieurale à partir du IXe siècle. L'église actuelle date du XIIe siècle avec abside du XIe siècle.
Les premiers registres de l'état civil remontent à 1640.
Sous l'Ancien Régime, les habitants ont longtemps pratiqué le colportage, principalement en articles de coutellerie et quincaillerie, ballots qu'ils portaient sur le dos principalement vers le nord de la France, en Belgique et jusqu'en Hollande. Puis se sont joints aux articles de la bonneterie et des lainages, et ils ont exploité Paris et sa banlieue, la Bretagne et la Normandie. Au tout début du XXe siècle une vingtaine de familles pratiquaient encore ce commerce, partant au printemps avec de véritables magasins ambulants tirés par deux chevaux vers le nord-ouest de la France. En hiver, des fournisseurs représentant les meilleures maisons de Paris, Amiens, Troyes, etc. fréquentaient souvent la commune pour offrir leur marchandise pour la saison prochaine.
Le matériau de construction traditionnel des maisons est la briquette calcaire, qu'on retrouve sur tout le plateau de Boixe et Braconne.

## Politique et administration

### Liste des maires

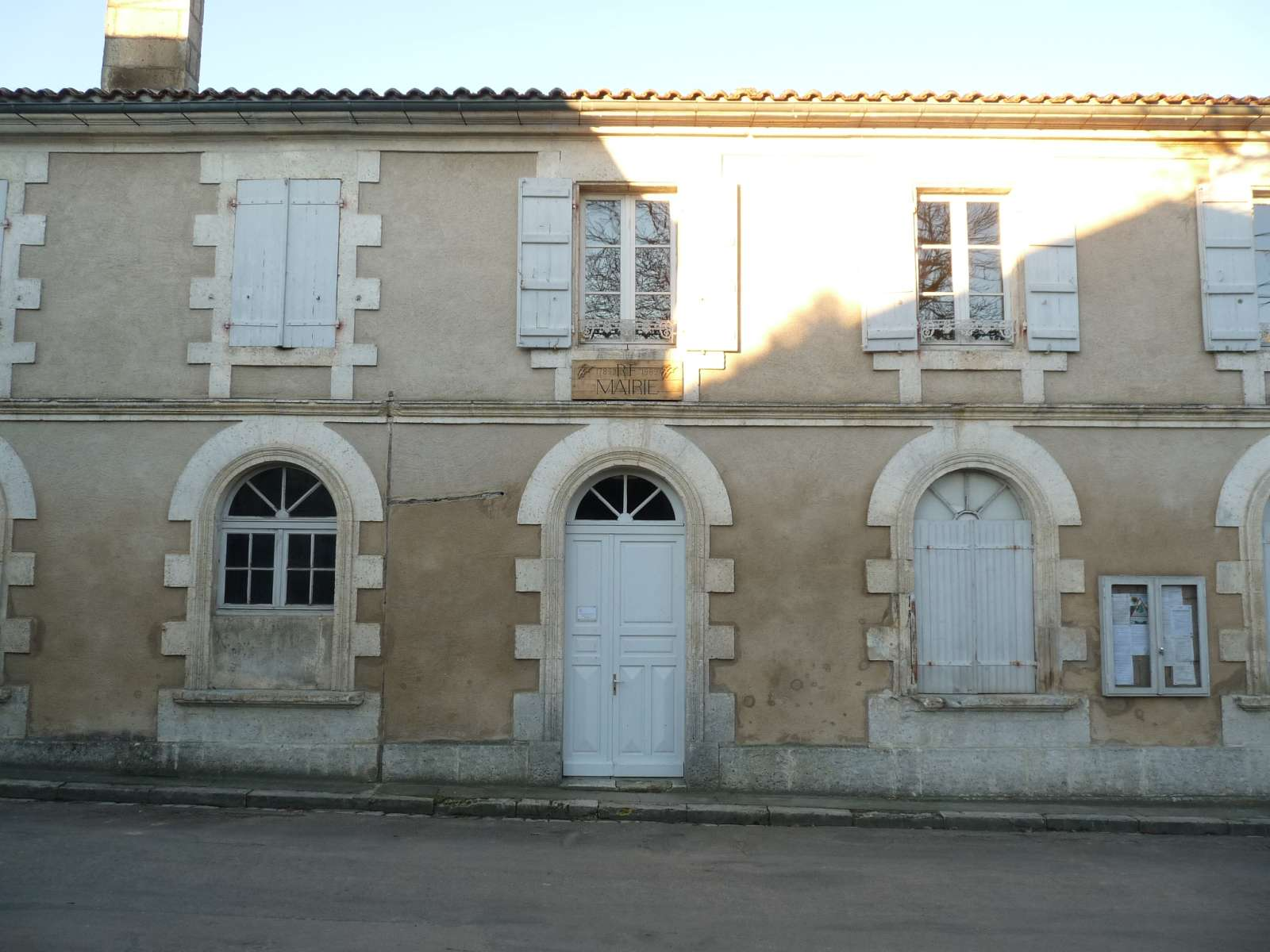
La mairie.

Nanclars a été créée dans le canton de Jauldes pour passer dans celui de Saint-Amant-de-Boixe en 1801 puis, par décret n°2014-195 du 20 février 2014 portant délimitation des cantons dans le département de la Charente, la commune de Nanclars a été rattachée au canton de Boixe-et-Manslois.
| Période                                  | Période   | Identité               | Étiquette | Qualité                              |
| ---------------------------------------- | --------- | ---------------------- | --------- | ------------------------------------ |
| mars 1989                                | mars 2001 | René Grenet            | SE        |                                      |
| mars 2001                                | mars 2014 | Olivier Fleuraud       | SE        | Traducteur                           |
| mars 2014                                | mai 2020  | Patricia Rivolet       |           |                                      |
| mai 2020                                 | En cours  | Pierre-Hermann Mugnier | PS        | Conseiller départemental depuis 2021 |
| Les données manquantes sont à compléter. |           |                        |           |                                      |

### Politique environnementale
Dans son palmarès 2024, le Conseil national de villes et villages fleuris de France a attribué une fleur à la commune.

## Démographie

### Évolution démographique
L'évolution du nombre d'habitants est connue à travers les recensements de la population effectués dans la commune depuis 1800. Pour les communes de moins de 10 000 habitants, une enquête de recensement portant sur toute la population est réalisée tous les cinq ans, les populations de référence des années intermédiaires étant quant à elles estimées par interpolation ou extrapolation. Pour la commune, le premier recensement exhaustif entrant dans le cadre du nouveau dispositif a été réalisé en 2007.

En 2022, la commune comptait 210 habitants, en évolution de +5 % par rapport à 2016 (Charente : −0,48 %, France hors Mayotte : +2,11 %).
| 1800 | 1806 | 1821 | 1831 | 1841 | 1846 | 1851 | 1856 | 1861 |
| ---- | ---- | ---- | ---- | ---- | ---- | ---- | ---- | ---- |
| 566  | 578  | 600  | 583  | 552  | 584  | 584  | 555  | 491  |

| 1866 | 1872 | 1876 | 1881 | 1886 | 1891 | 1896 | 1901 | 1906 |
| ---- | ---- | ---- | ---- | ---- | ---- | ---- | ---- | ---- |
| 488  | 429  | 474  | 501  | 450  | 350  | 405  | 348  | 391  |

| 1911 | 1921 | 1926 | 1931 | 1936 | 1946 | 1954 | 1962 | 1968 |
| ---- | ---- | ---- | ---- | ---- | ---- | ---- | ---- | ---- |
| 348  | 245  | 241  | 216  | 220  | 200  | 170  | 209  | 204  |

| 1975 | 1982 | 1990 | 1999 | 2006 | 2007 | 2012 | 2017 | 2022 |
| ---- | ---- | ---- | ---- | ---- | ---- | ---- | ---- | ---- |
| 186  | 194  | 201  | 200  | 205  | 206  | 194  | 204  | 210  |

### Pyramide des âges
La population de la commune est relativement âgée.
En 2018, le taux de personnes d'un âge inférieur à 30 ans s'élève à 22,5 %, soit en dessous de la moyenne départementale (30,2 %). À l'inverse, le taux de personnes d'âge supérieur à 60 ans est de 29,4 % la même année, alors qu'il est de 32,3 % au niveau départemental.
En 2018, la commune comptait 104 hommes pour 100 femmes, soit un taux de 50,98 % d'hommes, largement supérieur au taux départemental (48,41 %).
Les pyramides des âges de la commune et du département s'établissent comme suit.
| Hommes | Classe d’âge | Femmes |
| ------ | ------------ | ------ |
| 0,0    | 90 ou +      | 0,0    |
| 10,6   | 75-89 ans    | 9,0    |
| 17,3   | 60-74 ans    | 22,0   |
| 27,9   | 45-59 ans    | 28,0   |
| 17,3   | 30-44 ans    | 23,0   |
| 9,6    | 15-29 ans    | 9,0    |
| 17,3   | 0-14 ans     | 9,0    |

| Hommes | Classe d’âge | Femmes |
| ------ | ------------ | ------ |
| 1      | 90 ou +      | 2,7    |
| 9,2    | 75-89 ans    | 12     |
| 20,6   | 60-74 ans    | 21,3   |
| 20,7   | 45-59 ans    | 20,3   |
| 16,8   | 30-44 ans    | 16     |
| 15,6   | 15-29 ans    | 13,4   |
| 16,1   | 0-14 ans     | 14,3   |

## Équipements, services et vie locale

### Manifestations

#### Fête de l'écologie
C'était une manifestation festive dédiée à l'écologie et au développement durable en général. Elle a été créée par Laurent Frébœuf avec comme support l'association la Sauce verte puis l'Écho logik. Elle a eu lieu chaque dernier week-end de septembre de 2002 à 2008 et 2010 et a attiré près de 5 000 personnes à chaque édition. L'entrée du village était payante et donnait accès à l'ensemble des ateliers, animations, spectacles et conférences. Plus d'une centaine d'exposants étaient présents, jusqu'à 124 en 2008, et 80 en 2010, dernière année.

## Lieux et monuments

### Patrimoine religieux

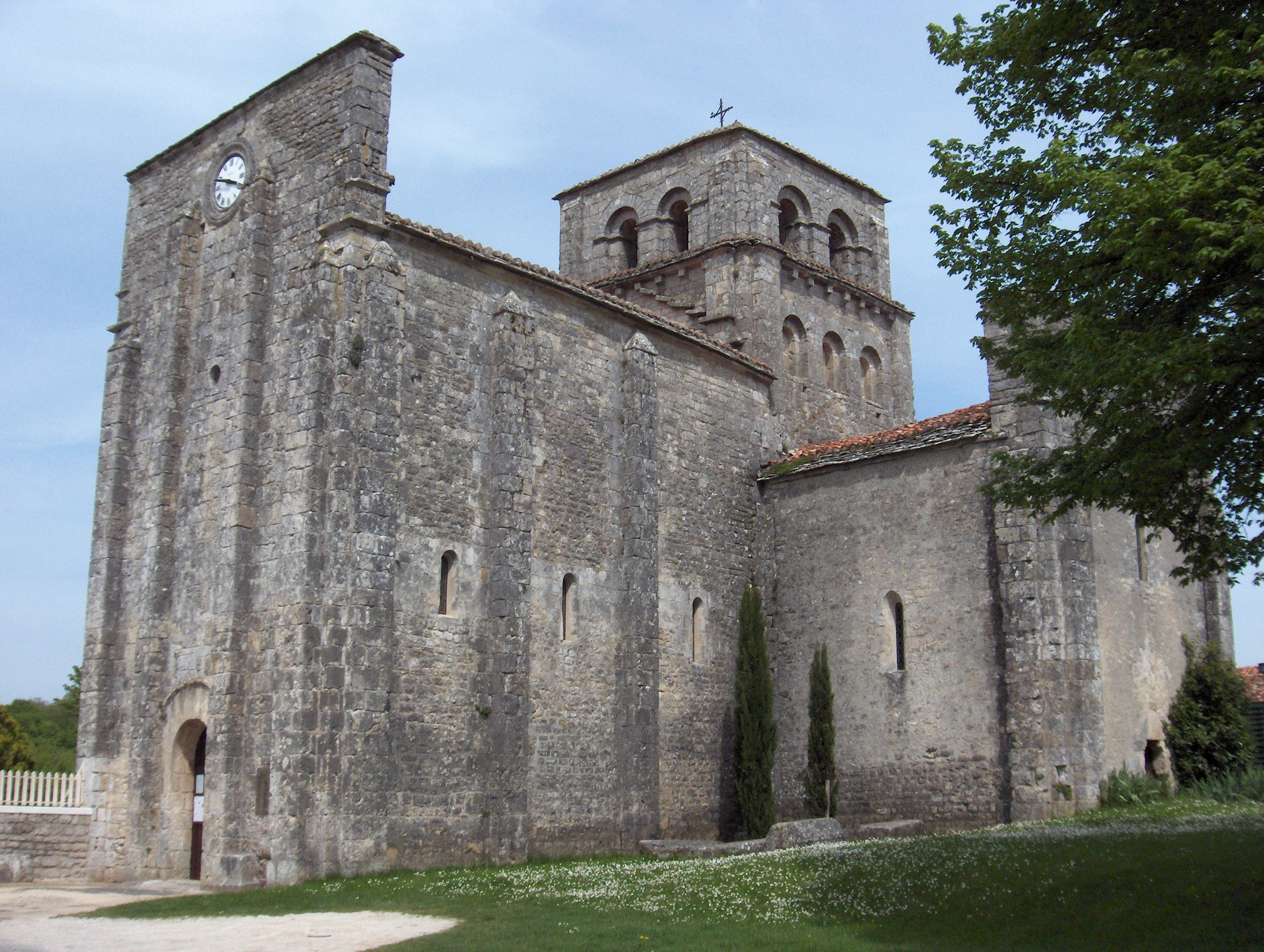
L'église.

L'église paroissiale Saint-Michel, du XIIe siècle, est caractérisée par son clocher carré. C'est l'ancienne église prieurale dont la construction a débuté au IXe siècle et qui possède un chevet plat carolingien, une abside du XIe siècle, une coupole sur trompes à sa croisée, un clocher carré et des fonts baptismaux ainsi qu'un bénitier du XIIIe siècle. Elle est classée monument historique depuis 1920.

### Patrimoine civil
Le village présente un riche bâti avec ses maisons en pierres, ses maisons à balet, c’est-à-dire à escalier extérieur et auvent, caractéristiques de la région, ses trois lavoirs de la rue des lavoirs et ses deux loges.

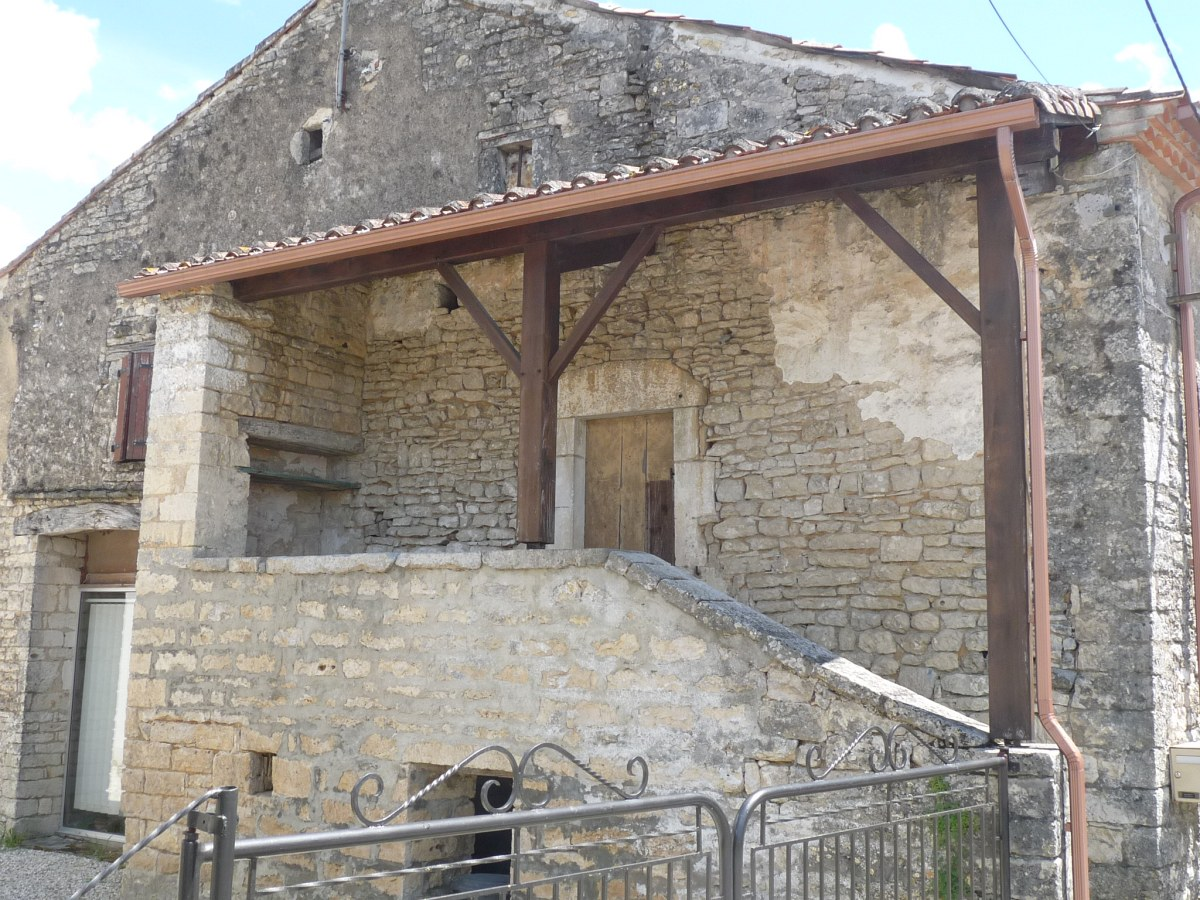
Maison à balet.
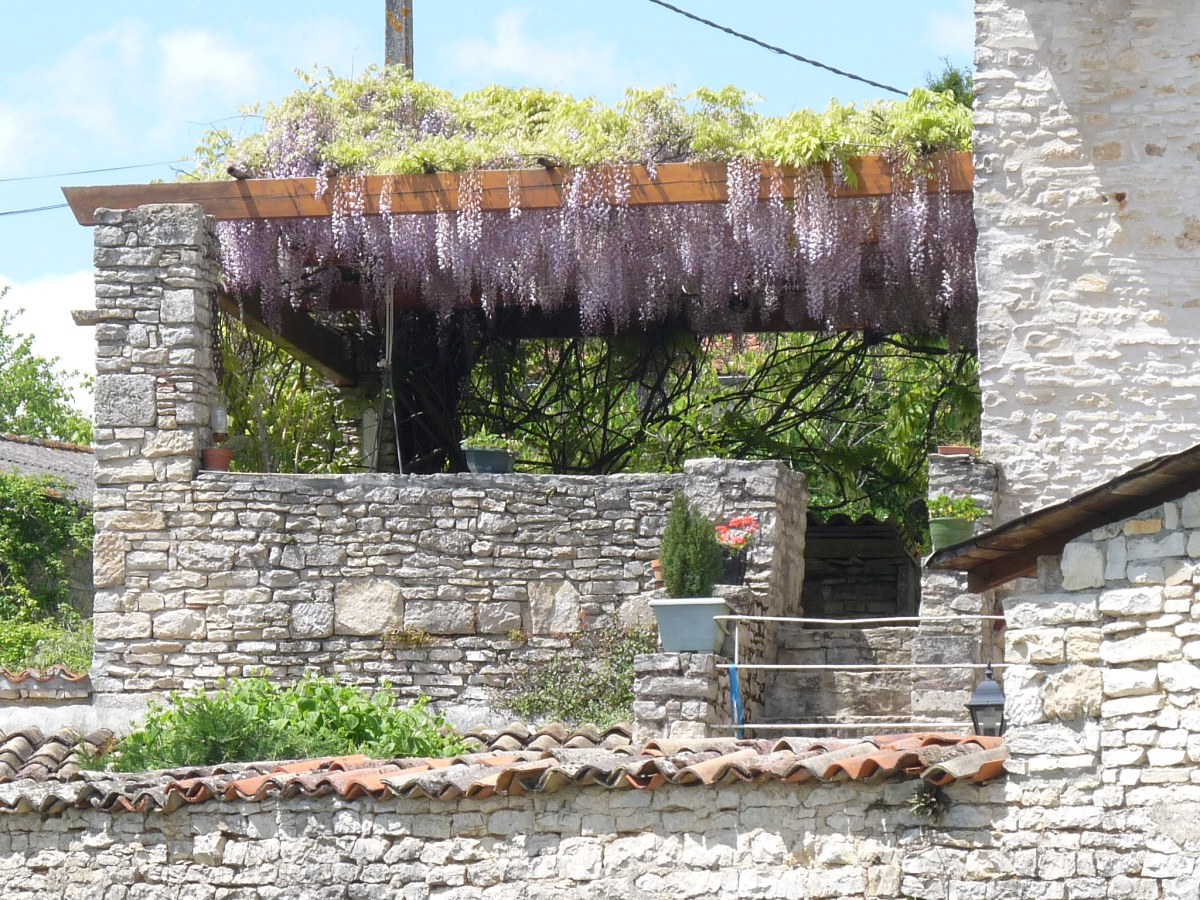
Terrasse fleurie et briquette calcaire.
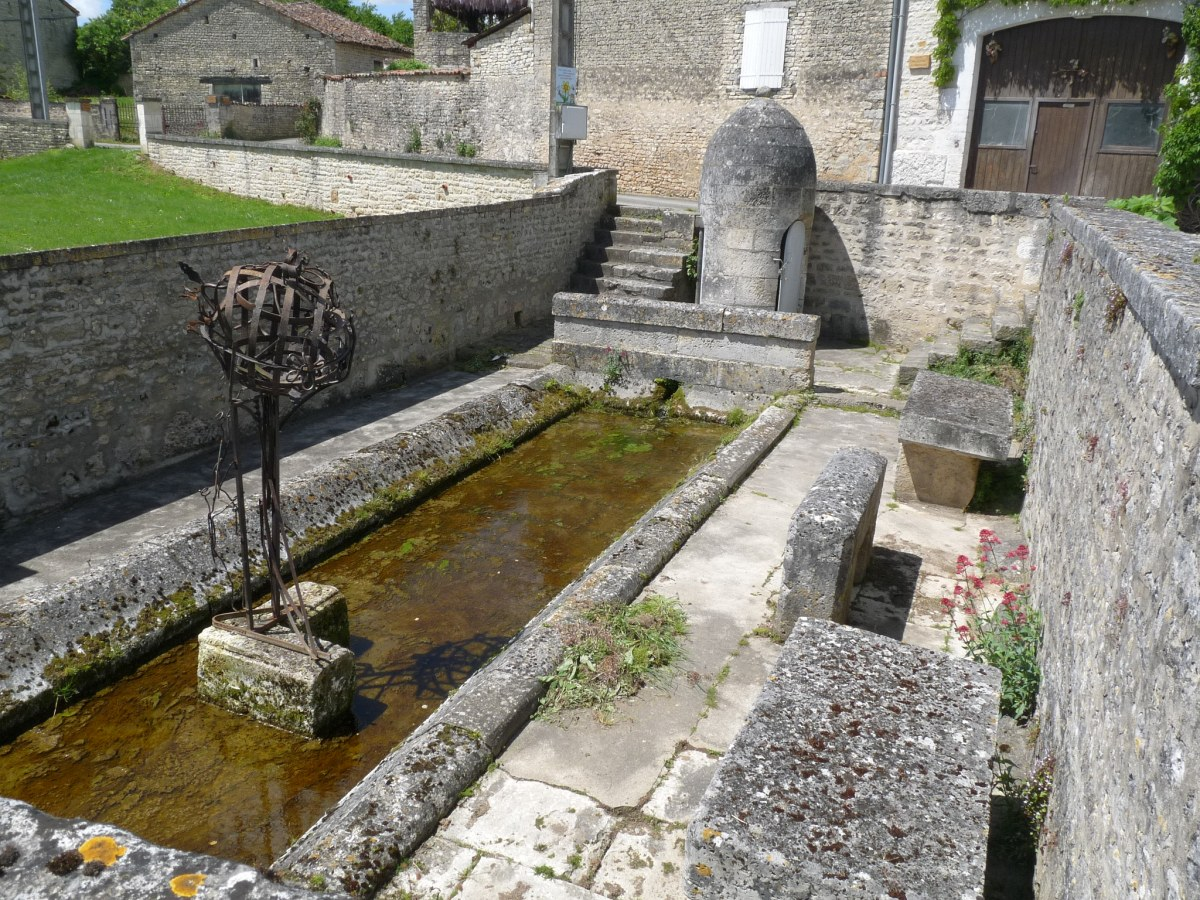
Lavoir et fontaine.
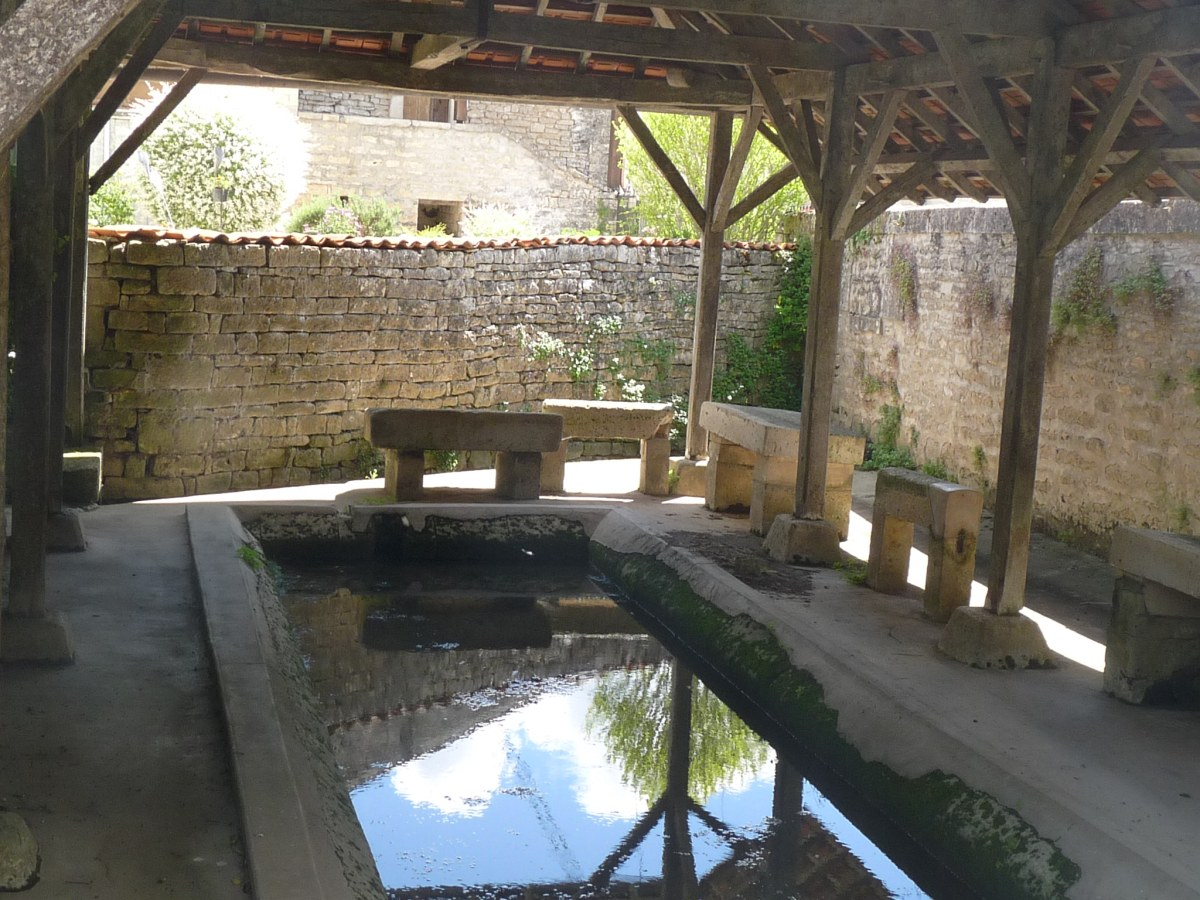
Lavoir couvert.
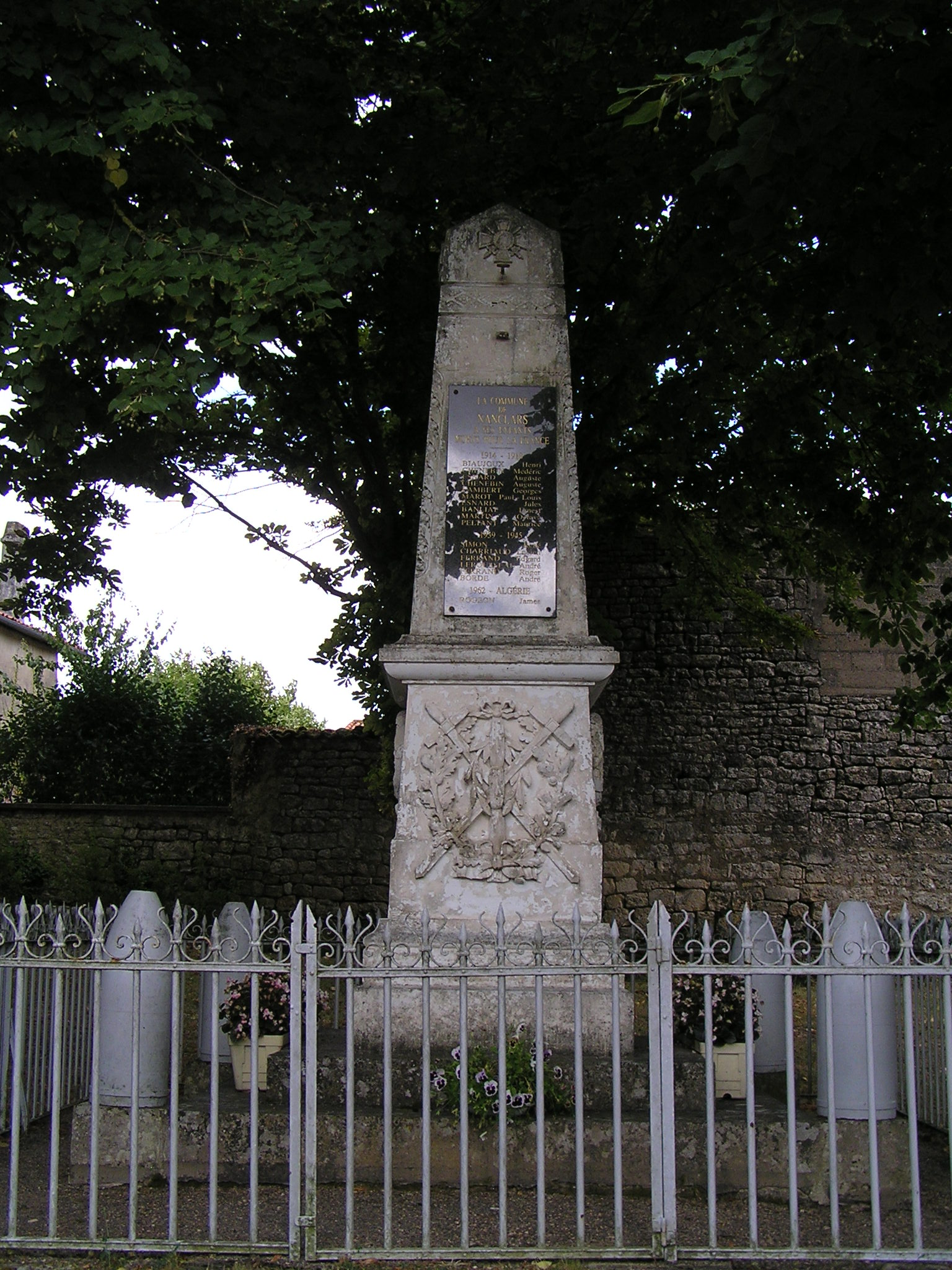
Monument aux morts.

## Personnalités liées à la commune
- Pierre Poujaud, homme politique né le 8 juin 1728 à Nanclars (Charente) et mort à une date inconnue.